# NGC 6231
NGC 6231 ist die Bezeichnung eines offenen Sternhaufens im Sternbild Skorpion. Das Objekt hat eine scheinbare Helligkeit von 2,6 mag und eine Winkelausdehnung von 14 Bogenminuten und besteht aus jungen Sternen der Spektralklassen B und O. Außerdem enthält er mehrere Wolf-Rayet-Sterne (HD 151932, HD 152270 und HD 152408).
Er wurde um 1654 von Giovanni Battista Hodierna entdeckt. Der 4,7 mag helle Stern ζ1 Scorpii ist Mitglied des Sternhaufens, welcher als einer der absolut leuchtkräftigsten Sterne unserer Galaxie gilt.